# Старое Село (Брестский район)
Ста́рое Село́ (бел. Старое Сяло) — деревня в Брестском районе Брестской области Белоруссии. Входит в состав Мотыкальского сельсовета. Население — 369 человек (2019).

## География
Деревня Старое Село расположена в 2 км к северу от северных окраин города Брест, от которых она отделена долиной реки Лесная. С запада примыкает деревня Скоки, с востока — Бобровцы. Через старое Село проходит автодорога Теребунь — Тюхиничи. В двух километрах к западу от деревни находится ж/д платформа Прибужье (линия Белосток — Брест). В деревне имеется магазин.

## История
Известна с середины XVI века как государственное имение в Берестейском воеводстве Великого княжества Литовского. В 1566 году — центр войтовства; крестьяне деревни имели 40 волок земли и платили чинш. В конце XVII века принадлежало Грабовским.
После третьего раздела Речи Посполитой (1795) в составе Российской империи, с 1801 года — в Брестском уезде Гродненской губернии. В 1897 году в деревне Мотыкальской волости 28 дворов, работали хлебозапасный магазин, кузница, трактир.
В Первую мировую войну с 1915 года деревня оккупирована германскими войсками. Согласно Рижскому мирному договору (1921) Старое Село вошло в состав межвоенной Польши, где принадлежало Брестскому повету Полесского воеводства. В 1921 году деревня насчитывала 32 двора. С 1939 года в составе БССР, в 1940 году — 35 дворов. В 1949 году вместе с деревней Бобровцы организован колхоз «Власть Советов».

## Население
На 1 января 2018 года насчитывалось 314 жителей в 113 хозяйствах, из них 57 младше трудоспособного возраста, 186 — в трудоспособном возрасте и 71 — старше трудоспособного возраста.